# 福井県道175号熊河池田線
福井県道175号熊河池田線（ふくいけんどう175ごう くまのこいけだせん）は福井県大野市と同県今立郡池田町を結ぶ一般県道である。

## 路線概要
大野市の国道157号と池田町の国道476号を結ぶ役割を担う路線である。しかし起点から市境にかけて分断しており、実質的には池田町内で終始している点線県道である。池田町はこの路線も含めて4本の点線県道（点線国道含む）、2本の冬季通行止めの路線を持つ福井県内で最も孤立しがちな町であり、この路線も含め交通を充実させることが急務といえる。早期開通の望まれる路線である。

### 路線データ
- 起点：福井県大野市熊河
- 終点：同県今立郡池田町谷口

## 通過する自治体
- 福井県
  - 大野市
  - 今立郡池田町

## 道路状況
早期開通の望まれる路線ということもあり、分断される直前まで舗装された路線は続く。終点側から片側1車線の道路が続き、集落を過ぎ民家がなくなっても、比較的規格の高い道路が続いている。しかし分断区間が近づいてくるとセンターラインが消え、徐々に道幅が狭くなり端点直前まで来ると1.2車線程度まで狭窄する。全線開通される際には拡幅が必要な道路である。

## 通過する可能性のある峠
- 熊河峠
- 巣原峠

点線県道であるため、以上いずれかの峠を経由することが検討されている

## 接続路線
- 国道157号（起点）
- 国道418号（国道157号と重複）
- 国道476号（終点）

## 沿線
- 梅田氏庭園
- 鶏甘神社（水海の田楽・能舞が披露される神社）